# Athyrium lewalleanum
Athyrium lewalleanum är en majbräkenväxtart som beskrevs av Pichi-serm. Athyrium lewalleanum ingår i släktet Athyrium och familjen Athyriaceae. Inga underarter finns listade.